# Ереса сірошия
Ере́са сірошия (Neomixis tenella) — вид горобцеподібних птахів родини тамікових (Cisticolidae). Ендемік Мадагаскару.

## Підвиди
Виділяють чотири підвиди:
- N. t. tenella (Hartlaub, 1866) — північ острова;
- N. t. decaryi Delacour, 1931 — захід і центр острова;
- N. t. orientalis Delacour, 1931 — схід і південний схід острова;
- N. t. debilis Delacour, 1931 — південь острова.

## Поширення і екологія
Сірошиї ереси живуть у вологих і сухих тропічних лісах, в мангрових і чагарникових заростях, в садах і на плантаціях.